# Michael Sullivan
Donovan Michael Sullivan (Toronto, 29 de octubre de 1916 - Oxford, 28 de septiembre de 2013) fue un historiador del arte británico y uno de los principales pioneros occidentales en el campo de la historia del arte moderno chino y la crítica.
Sullivan es un graduado de la Escuela de Rugby y se graduó de la Universidad de Cambridge en arquitectura en 1939. Estaba en China a partir de 1940-1946 con la Cruz Roja Internacional y China, seguido por la enseñanza y hacer funcionar un museo en Chengdu, donde conoció y se casó con Wu Huan (Khoan), una biólogo que renunció a su carrera para trabajar con él.
Recibió un doctorado de la Universidad de Harvard (1952) y un posdoctorado en Bollingen Fellowship. Posteriormente enseñó en la Universidad de Singapur, y regresó a Londres en 1960 para dar clases en la Escuela de Estudios Orientales y Africanos. Luego se convirtió en Jefe del Departamento de Arte Oriental de la Universidad de Stanford entre 1966-1984 antes de establecerse en la Universidad de Oxford como becario de Elección Especial en el Colegio de Santa Catalina, Oxford.
Vivió en Oxford, Inglaterra.

## Publicaciones
Sus libros incluyen:
- The Birth of Landscape Painting in China. University of California Press. 1962.
- Symbols of Eternity, Oxford University Press, 1979, ISBN 978-0-19-817351-9
- The Birth of Landscape Painting in China: The Sui and Tang dynasties. University of California Press. 1980. ISBN 978-0-520-03558-4.
- The Meeting of Eastern and Western Art. University of California Press. 1989. ISBN 978-0-520-05902-3.
- Art and Artists of Twentieth Century China. University of California Press. 1996. ISBN 978-0-520-07556-6.
- The Arts of China. University of California Press. 1973. ISBN 978-0-520-02548-6.; University of California Press, 1984, ISBN 978-0-520-04918-5
- Michael Sullivan (2001). Modern Chinese art: the Khoan and Michael Sullivan collection. Ashmolean Museum. ISBN 978-1-85444-165-2.

## Opiniones
- "Review: A Great Leap Forward for Modern Chinese Art History? Recent Publications in China and the United States-A Review Article", Ralph C. Croizier, The Journal of Asian Studies, Vol. 57, No. 3 (Aug., 1998), pp. 786–793